# Cephalelus angustatus
Cephalelus angustatus är en insektsart som beskrevs av Evans 1947. Cephalelus angustatus ingår i släktet Cephalelus och familjen dvärgstritar. Inga underarter finns listade i Catalogue of Life.